# Mansa (Lomié)
Pour les articles homonymes, voir Mansa (homonymie).
Mansa est un village du Cameroun, situé dans la région de l'Est, dans le département du Haut-Nyong et dans la commune de Lomié. Cette dernière compte environ 19 000 habitants.

## Population
Le village compte 289 habitants, dont 161 hommes et 128 femmes.

## Activité économique
L'activité du village est essentiellement agricole même si l'on note cependant une forte exploitation forestière. L'agriculture est la principale activité : elle est marquée par les cultures vivrières et les cultures de rente.

## Langue
- Ndjem (langue)